# Laura Keating
Pour les articles homonymes, voir Keating.
Laura Keating, née le 14 novembre 1979 à Canberra, est une joueuse professionnelle de squash représentant l'Australie. Elle atteint en août 2002 la 39e place mondiale, son meilleur classement.
Elle fait partie de l'équipe australienne finaliste des championnats du monde par équipe en 2000 à Sheffield.

## Palmarès

### Titres
- Championnats du monde par équipes : 2000

### Finales
- Australian Open : 2002